# Wereldkampioenschap schaken vrouwen

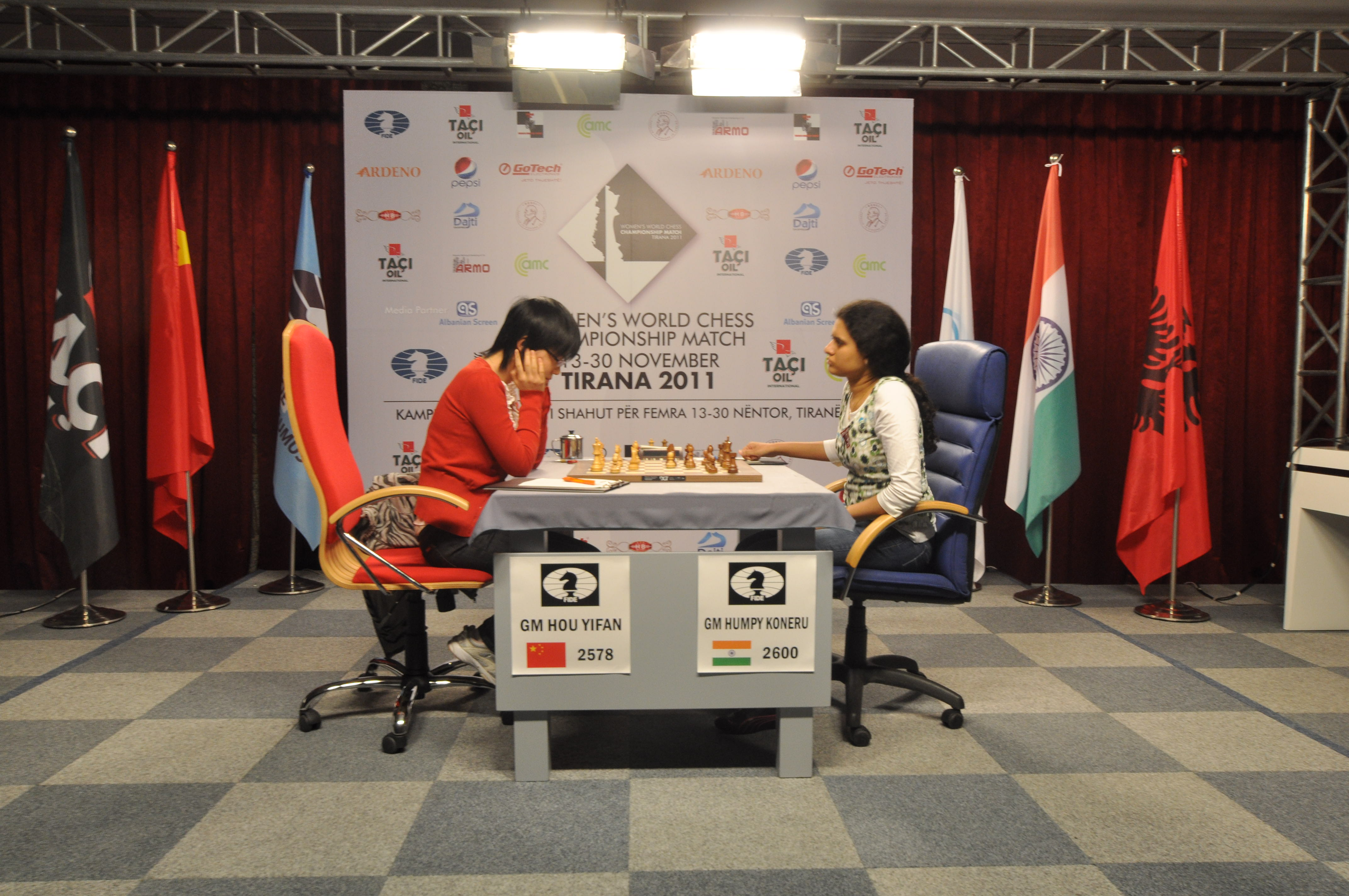
Hou Yifan - Humpy Koneru, Tirana 2011

Het wereldkampioenschap schaken voor vrouwen wordt georganiseerd door de FIDE.

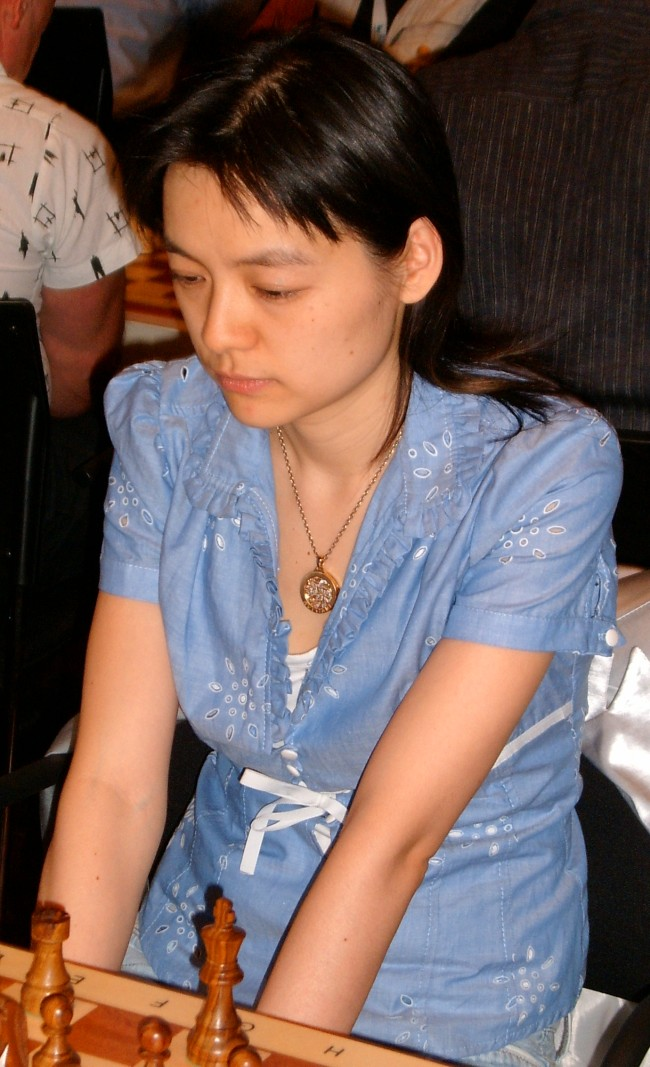
Zhu Chen

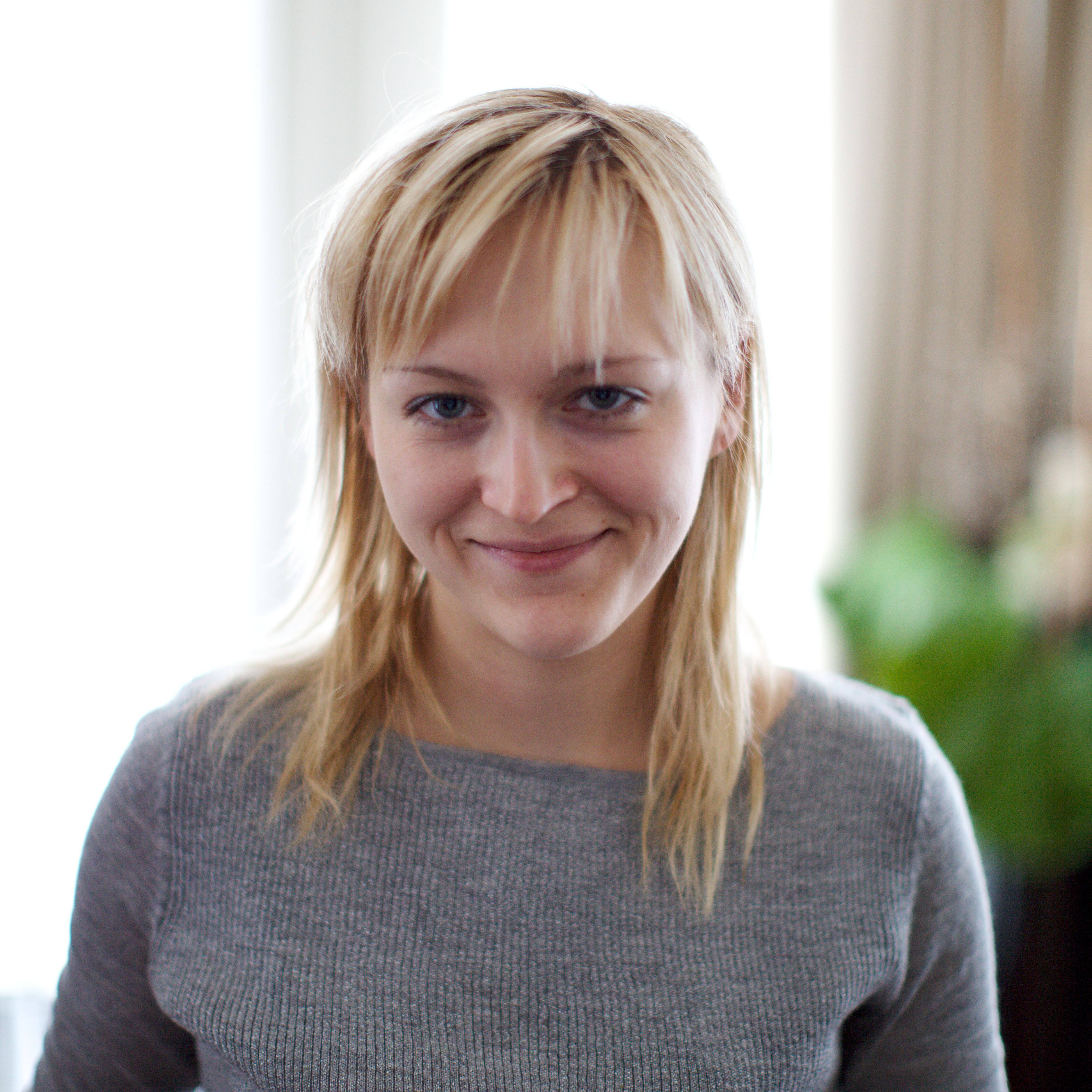
Anna Oesjenina

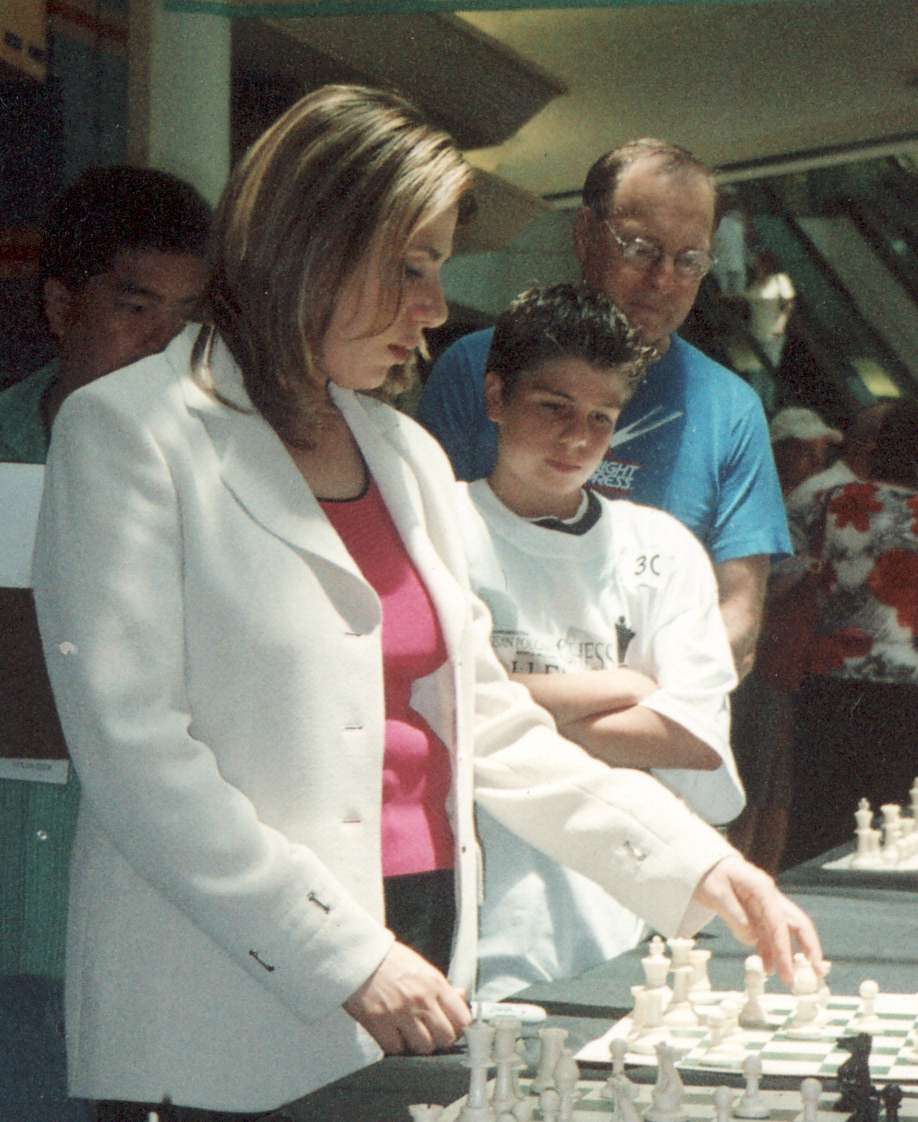
Susan Polgar

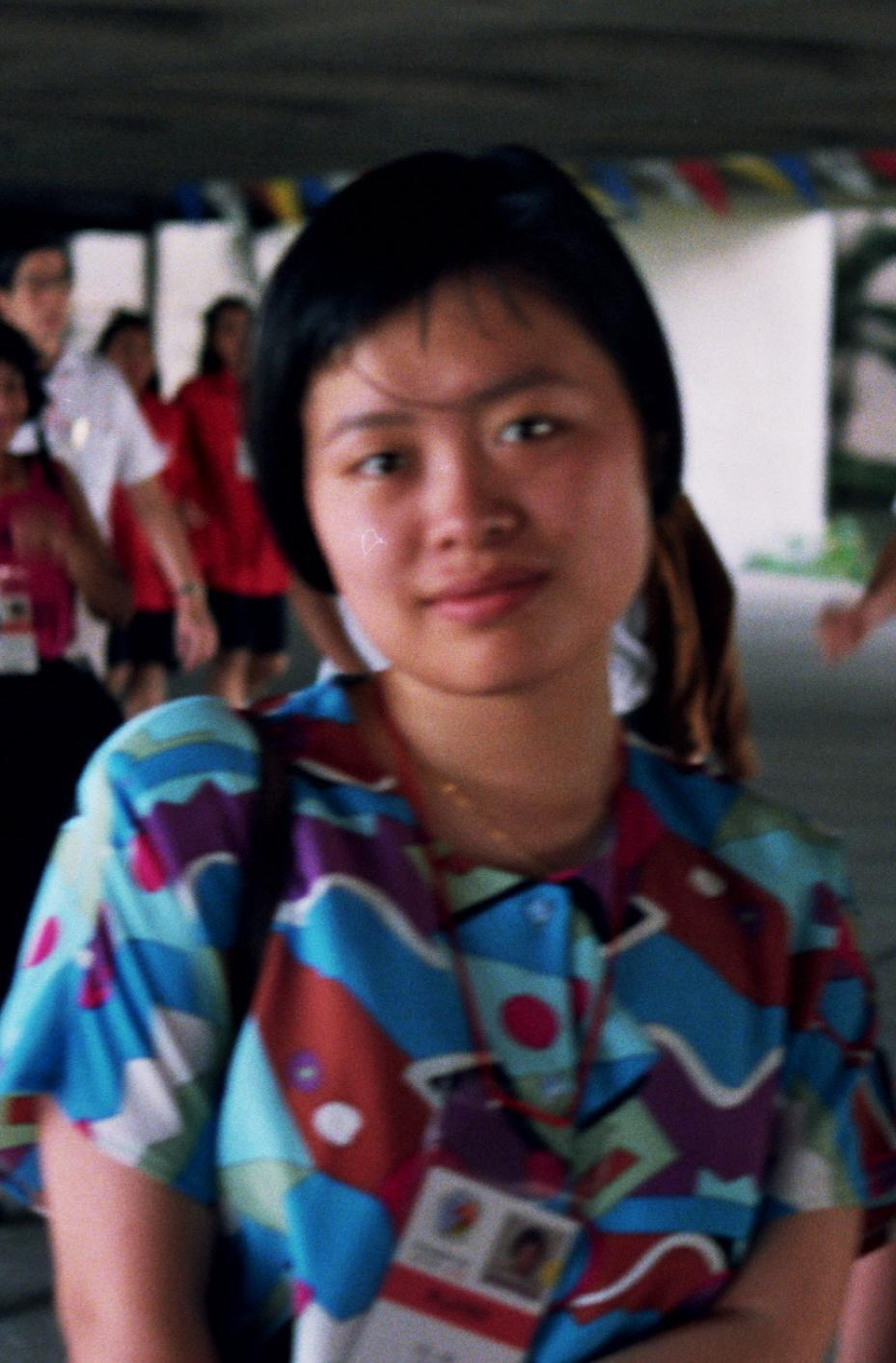
Xie Jun

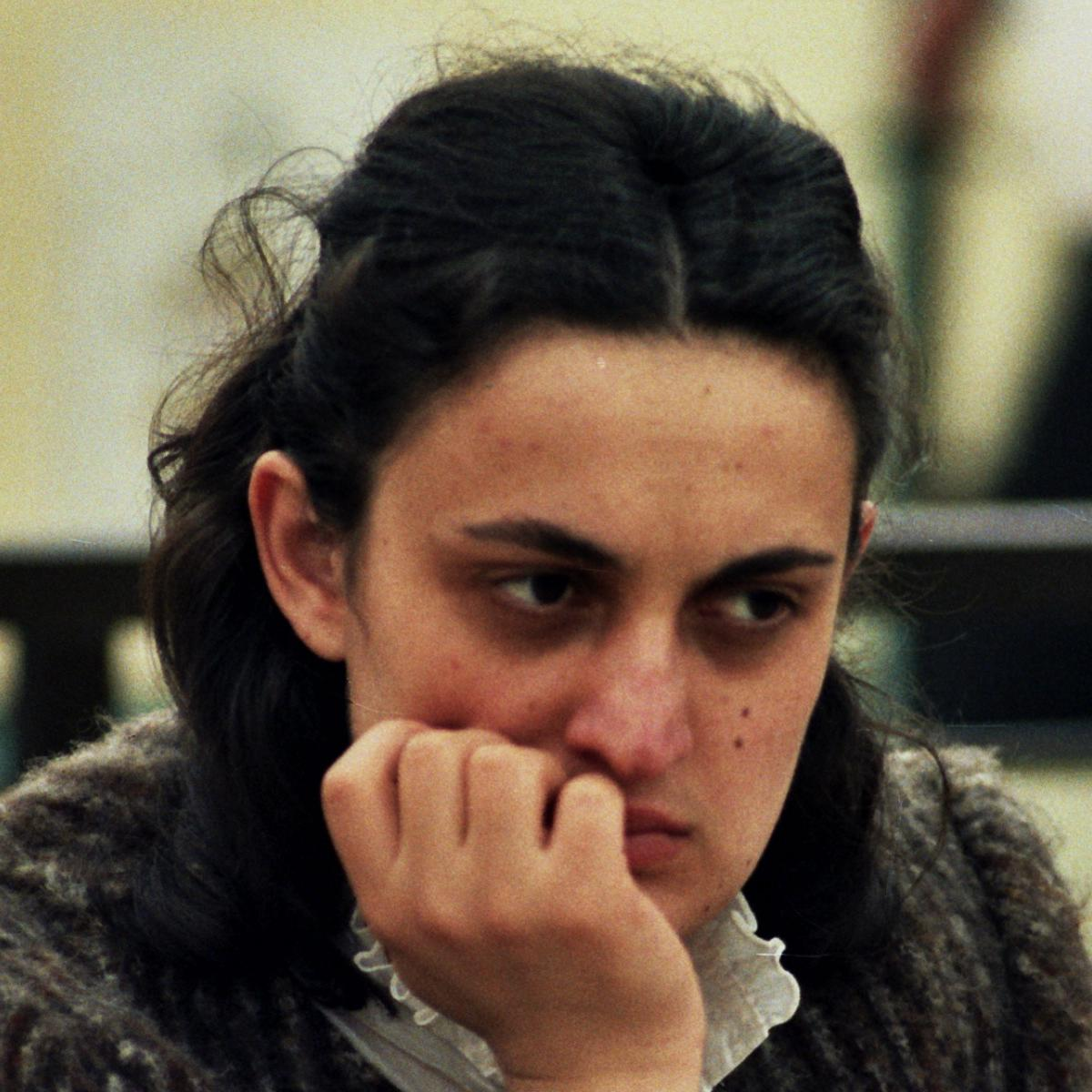
Tsjiboerdanidze

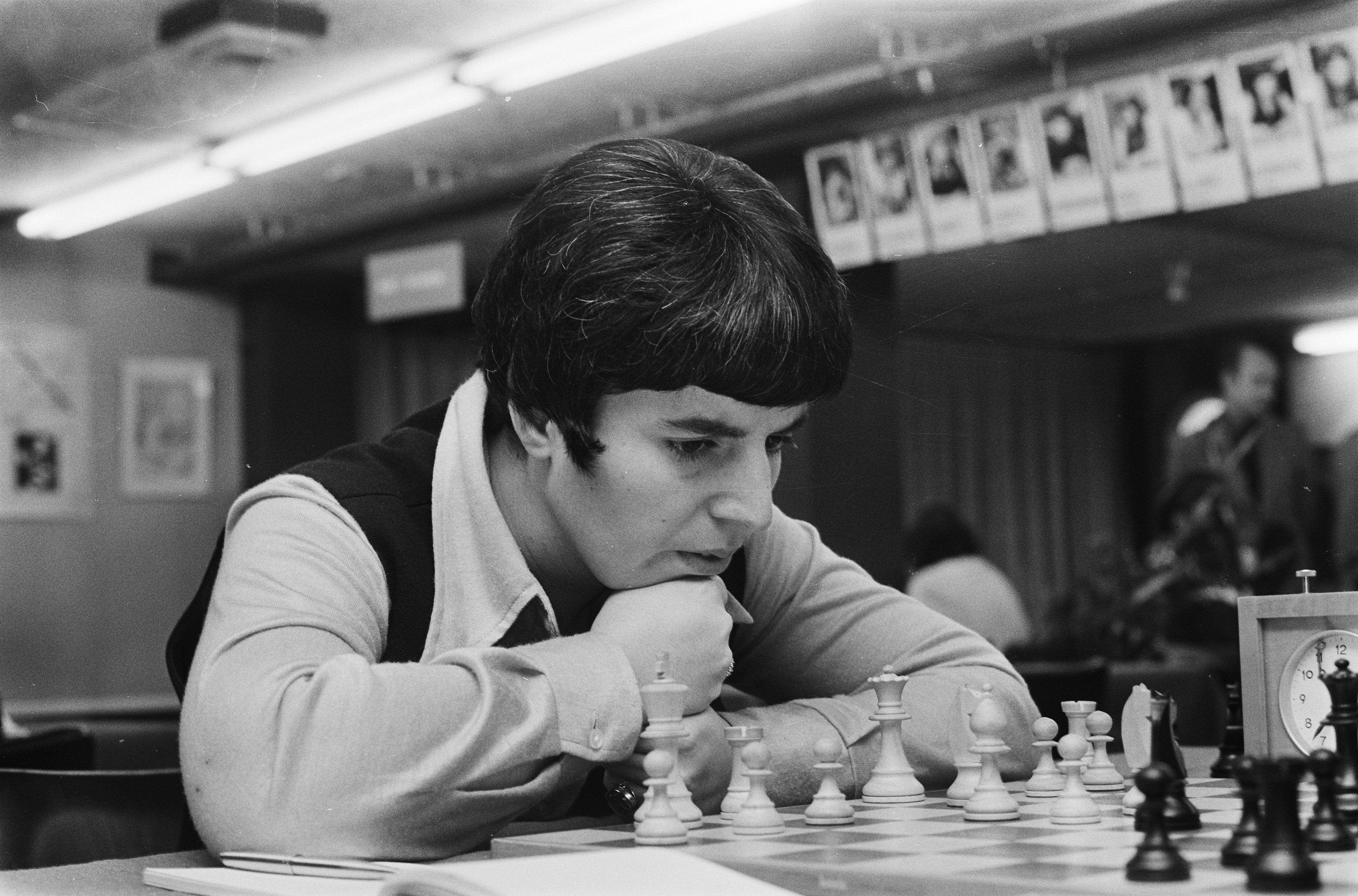
Gaprindashvili

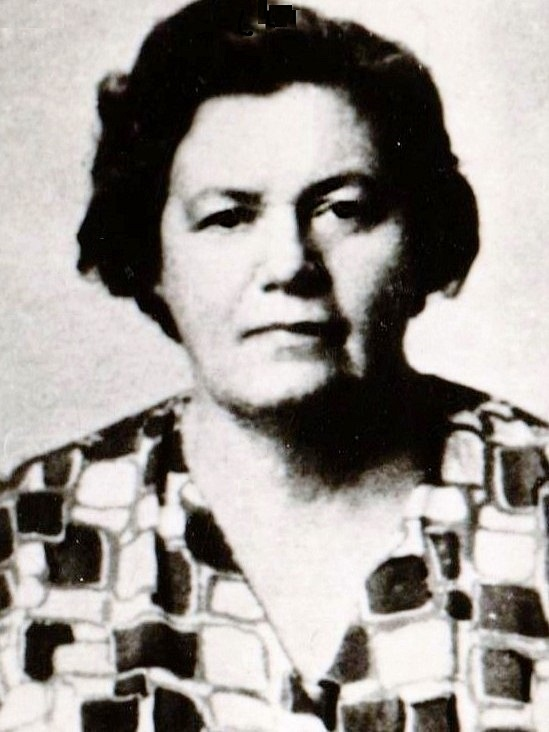
Roebtsova

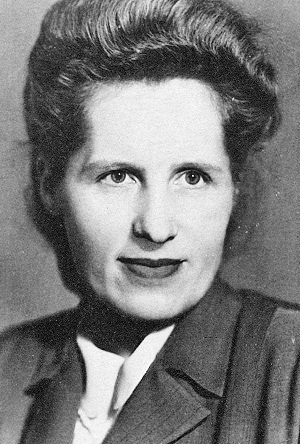
Bykova

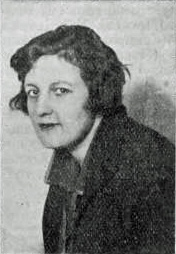
Roedenko

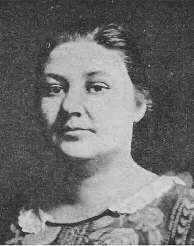
Menchik

In tegenstelling tot de meeste sporten is bij schaken de deelname van vrouwen niet beperkt tot aparte wedstrijden voor vrouwen. Er zijn dan ook vrouwen die niet meedoen aan kampioenschappen voor vrouwen. Met name de sterkste vrouwelijke schaker ooit, Judit Polgár, heeft zich nooit gemengd in de strijd om het wereldkampioenschap voor vrouwen.

## De wereldkampioenes
- Vera Menchik, 1927–1944, Engeland
- Ljoedmila Roedenko, 1950–1953, Sovjet-Unie (Oekraïne)
- Jelizaveta Bykova, 1953–1956, Sovjet-Unie (Rusland)
- Olga Roebtsova, 1956–1958, Sovjet-Unie (Rusland)
- Jelizaveta Bykova, 1958–1962, Sovjet-Unie (Rusland)
- Nona Gaprindasjvili, 1962–1978, Sovjet-Unie (Georgië)
- Maia Tsjiboerdanidze, 1978–1991, Sovjet-Unie (Georgië)
- Xie Jun, 1991–1996, China
- Susan Polgar, 1996–1999, Hongarije
- Xie Jun, 1999–2001, China
- Zhu Chen, 2001–2004, China
- Antoaneta Stefanova, 2004–2006, Bulgarije
- Xu Yuhua, 2006–2008, China
- Aleksandra Kostenjoek, 2008-2010, Rusland
- Hou Yifan, 2010–2012, China[1]
- Anna Oesjenina, 2012-2013, Oekraïne
- Hou Yifan, 2013-2015, China
- Maria Moezytsjoek, 2015-2016, Oekraïne
- Hou Yifan, 2016-2017, China
- Tan Zhongyi, 2017-2018, China
- Ju Wenjun, 2018-heden, China

## Het tijdperk van Menchik
Het wereldkampioenschap voor vrouwen werd in 1927 ingesteld door de FIDE als een toernooi naast de Schaakolympiade. De winnares van het toernooi, Vera Menchik, kreeg geen speciale rechten, zoals haar mannelijke tegenhangers, maar moest gewoon meespelen in de daarop volgende toernooien. Dat deed ze met succes, zolang ze leefde won ze alle toernooien (1930, 1931, 1933, 1935, 1937 en 1939).
Vera Menchik was wereldkampioen toen ze omkwam bij een Duitse luchtaanval. Het volgende kampioenschap was weer een toernooi. Het werd gehouden in 1949-1950 en gewonnen door Ljoedmila Roedenko. Daarna werd hetzelfde systeem ingesteld als voor het gewone wereldkampioenschap, met een cyclus van kandidatentoernooien (en later Interzonetoernooien) om een uitdager te selecteren.
Het eerste kandidatentoernooi werd in 1952 in Moskou gehouden. Jelizaveta Bykova won en versloeg vervolgens Roedenko met zeven overwinningen, vijf nederlagen en twee remises. Zodoende werd ze de derde wereldkampioen. Het volgende kandidatentoernooi werd gewonnen door Olga Roebtsova. In plaats van haar direct tegen Bykova te laten spelen besloot de FIDE een driekamp tussen de drie sterkste vrouwen te houden. Roebtsova won in Moskou in 1956, een half punt boven Bykova, die vijf punten boven Roedenko eindigde. Bykova heroverde de titel in 1958 en verdedigde die met succes tegen Kira Zvorykina in 1959.

## Georgische dominantie
Het vierde kandidatentoernooi werd in 1961 in Vrnjačka Banja gespeeld en werd geheel gedomineerd door de Georgische Nona Gaprindasjvili, die won met 10 overwinningen, geen nederlagen en 6 remises. Vervolgens versloeg ze Bykova overtuigend met 7 overwinningen, geen nederlagen en 4 remises. Gaprindasjvili verdedigde haar titel tegen Alla Koesjnir (Rusland) in 1965 in Riga en in 1969 in Tbilisi en Moskou. In 1972 introduceerde de FIDE hetzelfde systeem als voor het gewone kampioenschap: een serie Interzonetoernooien gevolgd door kandidatenmatches. Koesjnir won wederom de cyclus, maar werd weer verslagen door Gaprindasjvili in Riga in 1972. Daarna verdedigde Gaprindasjvili de titel nog eenmaal met succes tegen Nana Aleksandria (Georgië) in Pitsoenda en Tbilisi in 1975.
De kandidaten-cyclus van 1976-1978 onthulde een nieuwe ster aan het firmament, de 17-jarige Maia Tsjiboerdanidze uit Georgië versloeg Nana Aleksandria, Jelena Achmilovskaja en Alla Koesjnir, en mocht in 1978 in Tbilisi tegen Gaprindasjvili om de titel spelen. Tsjiboerdanidze won overtuigend, waarmee de dominantie van één Georgische ophield en die van een andere begon. Tsjiboerdanidze verdedigde haar titel in 1981 tegen Aleksandria in Bordzjomi en Tbilisi en in 1984 tegen Irina Levitina in Wolgograd. Hierna schafte de FIDE de kandidatenmatches af en keerde weer terug naar kandidatentoernooien. Achmilovskaja, die eerder van Tsjiboerdanidze had verloren in de kandidatenmatches, won het eerstvolgende toernooi, maar werd door Tsjiboerdanidze in 1986 in Sofia verslagen. Tsjiboerdanidze's laatste succesvolle verdediging vond in 1988 plaats in Telavi tegen Nana Ioseliani.

## Chinezen en Hongaren
Chiburdanidze werd in 1991 in Manilla verslagen door de jonge Chinese ster Xie Jun. Deze was in het Interzone toernooi als tweede geëindigd achter de nog immer actieve Gaprindashvili, had vervolgens het kandidatentoernooi gedeeld gewonnen met Alisa Marić en deze verslagen in een beslissingsmatch.
In deze tijd kwamen de Polgar zusters, Susan (of Zsuzsa), Sofia en Judit naar voren. De familie besloot dat Judit zich zou richten op het algemene kampioenschap, terwijl Susan en Sofia zouden proberen wereldkampioen bij de vrouwen te worden.
Susan Polgar domineerde het kandidatentoernooi van 1992 in Shanghai. De FIDE verordonneerde echter dat de twee hoogst-geëindigden van dat toernooi een match over acht partijen moesten spelen om de uitdager te bepalen. Deze match, tegen Ioseliani, eindigde in een gelijk spel, zelfs na twee tie-breaks. De FIDE bepaalde toen dat er geloot moest worden. Ioseliani won, maar maakte geen kans tegen Xie Jun in hun match van 1993 in Monaco.
De volgende cyclus werd gedomineerd door Polgar. Ze eindigde gelijk met Chiburdanidze in het kandidatentoernooi, versloeg haar gemakkelijk in een tweekamp en veroverde in 1996 de titel door Xie Jun in Jaén te verslaan.
In 1997 eindigden Alisa Galljamova en Xie Jun als eerste en tweede, maar Galliamova weigerde de finale-match in zijn geheel in China te spelen. Uiteindelijk gaf de FIDE Xie Jun het recht om tegen Polgar te spelen.
Dit had nogal wat vertragingen tot gevolg en inmiddels was Polgar moeder geworden van haar eerste kind. Ze vroeg om uitstel van de tweekamp. De FIDE weigerde en organiseerde uiteindelijk een match tussen Galliamova en Xie Jun. De tweekamp werd gespeeld in Kazan en Shengyang. Xie Jun won met 5 winstpartijen, drie verliespartijen en zeven remises.
In 2000 werd een nieuw systeem ingesteld. Net als bij het algemene kampioenschap werd het wereldkampioenschap voortaan beslist in een groot knock-outtoernooi. Het toernooi van 2000 werd gehouden naast het algemene wereldkampioenschap en werd gewonnen door Xie Jun. In 2001 produceerde een soorgelijk evenement Zhu Chen als winnaar. Het volgende toernooi, ditmaal los van het algemene kampioenschap werd in 2004 in Elista gehouden en gewonnen door Antoaneta Stefanova. Net als Polgar zeven jaar daarvoor speelde Zhu Chen niet mee wegens zwangerschap.
In 2006 keerde de titel terug naar China. De nieuwe kampioen, Xu Yuhua, was zwanger tijdens het toernooi.